# 阿利舍尔·奥斯曼诺夫
阿利舍尔·布尔哈诺维奇·奥斯曼诺夫（1953年9月9日—），烏茲別克裔俄罗斯寡头，生于乌兹别克斯坦丘斯特，2020年《福布斯》估计奥斯曼诺夫个人净资产为116.8亿美元。他持有俄罗斯报纸《生意人报》、数码天空科技，其公司还是莫斯科迪纳摩足球俱乐部的赞助人。